# Contraposició lògica
 Contraposició lògica  és una de les operacions que la lògica clàssica tradicional admetia com a operació lògica.
Consisteix en la modificació del judici aristotèlic convertint el judici prèviament obvertit, o obvertint el judici prèviament convertit.
D'aquesta manera l'aplicació a les diferents classes de judicis segueix el procés següent:
| Classe | Forma           | Conversió          | Obversió {\displaystyle \rightarrow } contraposició |
| ------ | --------------- | ------------------ | --------------------------------------------------- |
| A      | Tot S és P      | Algun P és S       | Algun P és no-S                                     |
| E      | Cap S és P      | Cap P és S         | Tot P és no-S                                       |
| I      | Algun S és P    | Algun P és S       | Algun P és no-S                                     |
| O      | Algun S és no-P | No hi ha conversió | No hi ha obversión {\displaystyle ^{1}}             |

1 Tenint en compte que no és possible la conversió a O
La lògica moderna en tractar els judicis aristotèlics com a funcions proposicionals canvia notablement el sentit lògic d'aquestes operacions, de manera que avui dia aquestes propietats en realitat amb prou feines tenen importància lògica, encara que sí que poden ajudar